# Ленком Марка Захарова
Моско́вский госуда́рственный теа́тр «Ленко́м Ма́рка Заха́рова» (исторически и в обиходе — «Ленком») — советский и российский государственный драматический театр, расположенный в Тверском районе Москвы. Основан в 1927 году как Театр рабочей молодёжи (ТРАМ при ЦК ВЛКСМ). В 1937 году объединён с Театром-студией Рубена Симонова. В 1938 году переименован в Московский государственный театр имени Ленинского комсомола. В 1948 году награждён орденом Трудового Красного Знамени, в 1977-м — орденом Октябрьской революции.
На протяжении 46 лет, с 1973 по 2019 годы, художественным руководителем и главным режиссёром театра являлся Марк Захаров (1933—2019). В 2019 году театру было присвоено его имя.
С 1986 года директором-распорядителем театра «Ленком», с 1992 года — директором, с 2019 года — директором с расширенными полномочиями определять политику творческого коллектива во всех направлениях, являлся Марк Варшавер. С 23 января 2025 года Варшавер стал президентом театра.
Художественный руководитель театра — Владимир Панков (с 23 января 2025 года).
Директор театра — Дмитрий Берестов (с 23 января 2025 года).

## История

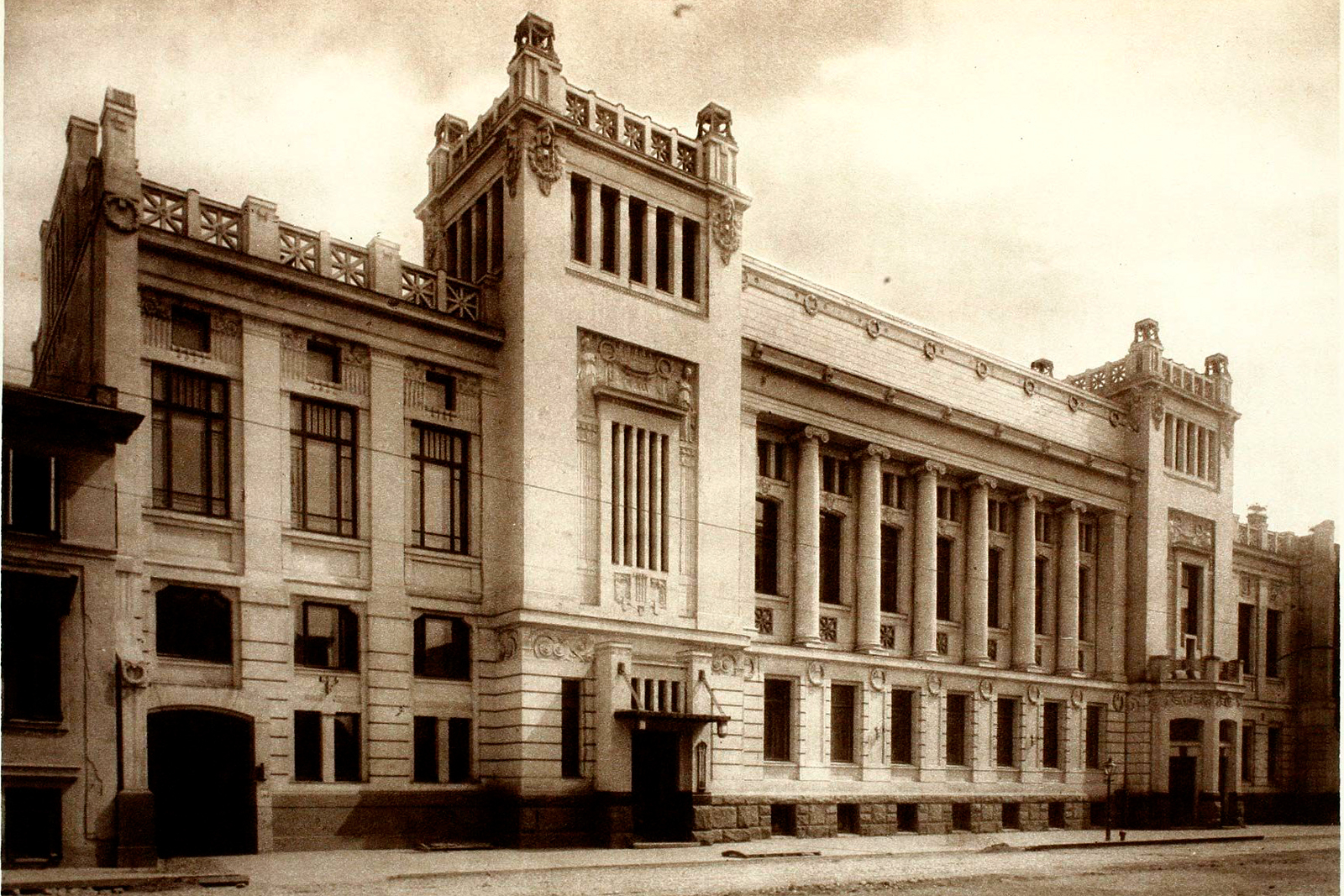
Здание Купеческого клуба в начале XX века

Логотип театра до 2019 года

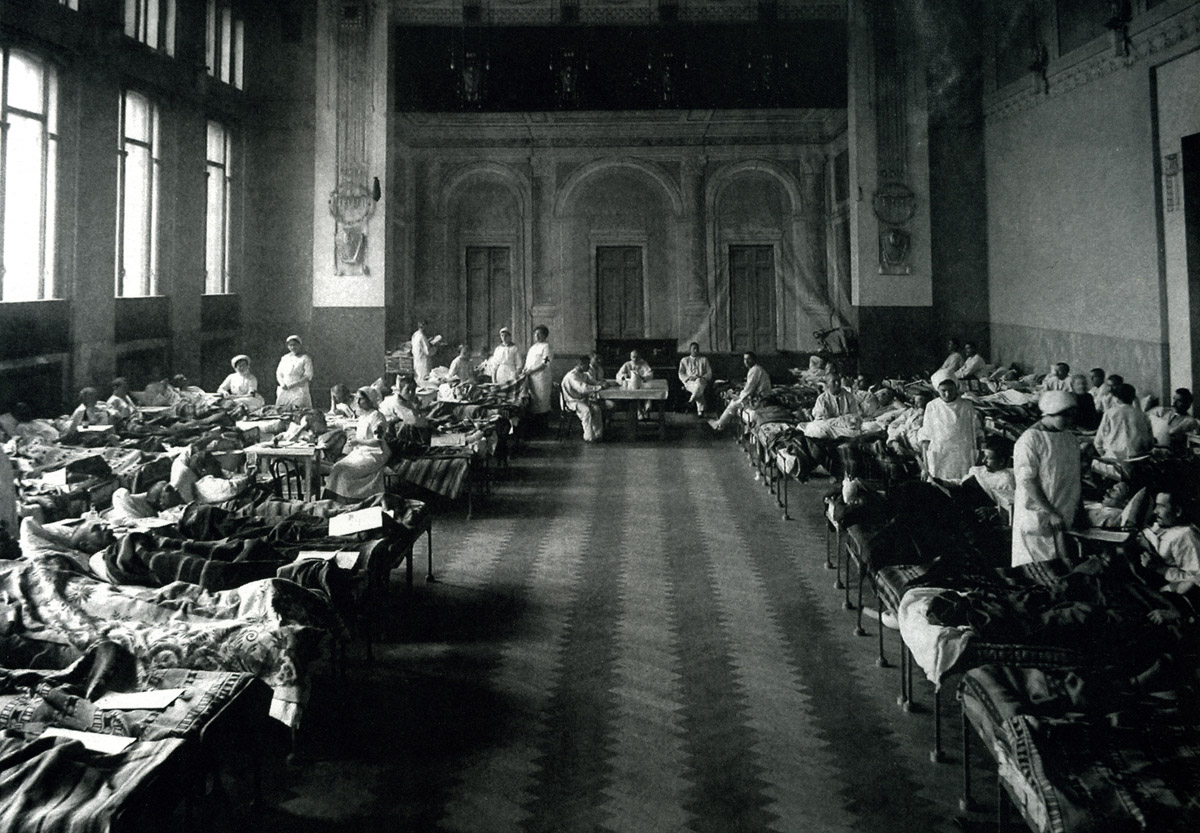
Госпиталь в здании Купеческого клуба, 1914 год

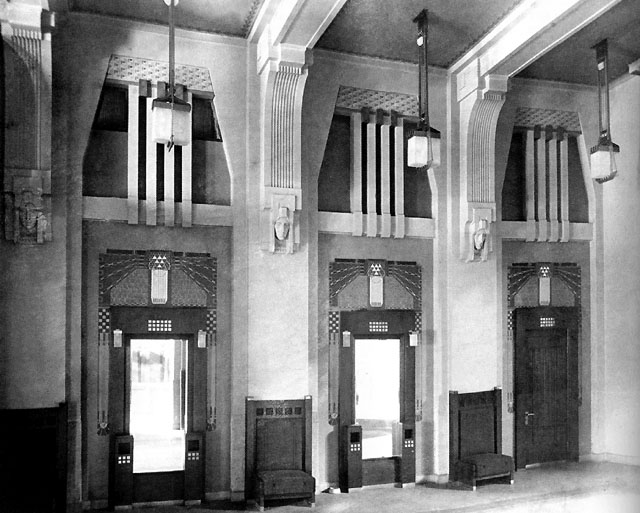
Интерьеры Московского купеческого клуба, 1907—1908

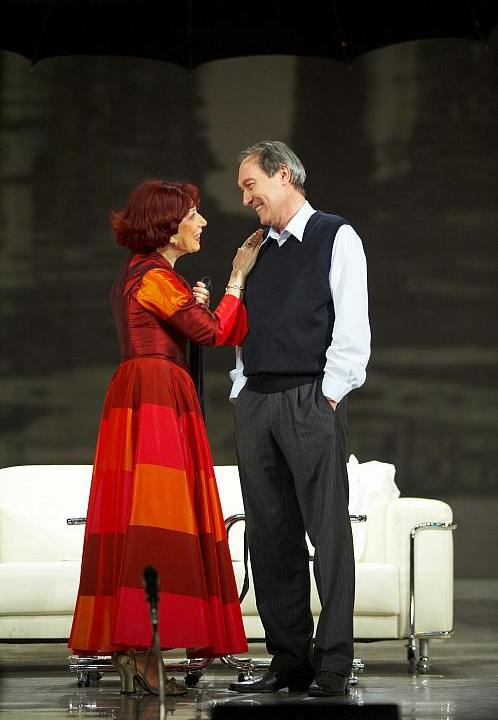
Спектакль «ToutPaye или Всё оплачено», 2008 год

### История здания
Здание театра, выходящее на красную линию улицы Малая Дмитровка, было построено для Купеческого клуба в 1909 году по проекту архитектора Иллариона Иванова-Шица и его помощника Вячеслава Олтаржевского. По центру между двумя башнями расположена ионическая колоннада большого ордера. Все части фасада украшены лепниной в стиле модерн и ранней неоклассики. Купеческий клуб для аристократической интеллигенции — Волконских, Долгоруковых, Оболенских, Трубецких, Апраксиных — находился в здании до 1917 года. В клубе проходили драматические и музыкальные спектакли, музыкально-вокальные дивертисменты, литературные вечера. В 1913—1914 годах к клубу была сделана пристройка по проекту архитекторов Владимира Адамовича и Владимира Маята.
Во время Первой мировой войны в помещениях клуба был организован госпиталь на 300 коек, часть комнат переоборудовали под операционные, перевязочные и приёмный покой. После революции здание занял политический клуб «Дом анархии». В это время часть имущества разграбили, а интерьер разрушили. Затем здание заняла Центральная школа партийной и советской работы, позже переименованная в Коммунистический университет имени Я. М. Свердлова. 29 октября 1920 года в университете состоялся III Всероссийский съезд коммунистического союза молодёжи, на котором выступил Владимир Ленин. В 1923 году здание перешло кинотеатру.

### Становление театра
В 1927 году по инициативе Московского комсомола при ЦК ВЛКСМ был основан Центральный Театр рабочей молодёжи (ТРАМ). Открытие прошло 1 октября. В него приняли участников заводских и районных театров, а также коллектив театральной мастерской при Московском комитете комсомола. Поначалу актёры совмещали работу на фабриках с актёрской игрой, но вскоре полностью перешли в театр. Премьера первого спектакля «Зелёные огни» состоялась 20 ноября 1928 года в бывшем помещении кинотеатра имени Баумана на Спартаковской улице, 26. С 1928 по 1932 годы театром руководил рабочий совет, состоявший из Ф. Ф. Кнорре, П. И. Соколов, Н. К. Чемберджи, Е. А. Кибрика.
В октябре 1932 года здание бывшего Московского купеческого клуба было передано Театру рабочей молодёжи. Группу театра возглавляли Николай Баталов, Николай Горчаков, Виктор Станицын, Николай Хмелёв, Илья Судаков, Михаил Булгаков. Поначалу их творчество сосредоточивалось на плакатно-агитационных представлениях. Постепенно в театр ввели постановки по произведениям Александра Пушкина, Александра Островского.
Летом 1934 года состоялись первые гастроли в Ленинград, где были показаны спектакли «Девушки нашей страны», «Чудесный сплав», «Продолжение следует». В 1935-м театр был переименован в Московский государственный центральный театр рабочей молодёжи. В 1937 году ТРАМ объединили с театром-студией Рубена Симонова, директором объединения был назначен Александр Яковлевич Шумилин. Через год решением Центрального комитета ВЛКСМ театру присвоили профессиональный статус и новое имя — Московский государственный театр имени Ленинского комсомола. Главным режиссёром стал Иван Берсенев. При нём ставились спектакли «Живой труп» (1938) Льва Толстого, «Мой сын» (1939) Шандоря Гергеля и Осафа Литовского, «Моль» (1940) Николая Погодина и другие. В 1939-м должность директора заняла Варвара Сергеевна Шашкова.

### Театр во время Великой Отечественной войны
В октябре 1941 года театр был эвакуирован из Москвы в Узбекистан. Его директором назначили Изю Абрамовича Сосина. В июле 1942-го были выступления в Ташкенте, через месяц театр перевели в Самарканд, а в октябре того же года — обратно в Ташкент. За время эвакуации было показано более 400 спектаклей. В репертуаре появились спектакли: «Фронт», «Поединок», «Так и будет» в постановке И.Н. Берсенева, «Крылатое племя» в постановке С. Г. Бирман. Кроме того, за первые два месяца возобновились 4 постановки: «Васса Железнова», «Парень из нашего города», «Нора» и «Живой труп». 17 месяцев пробыл в Узбекистане Московский театр имени Ленинского комсомола. Театр побывал в Фергане, Самарканде, Коканде, Намангане, в древнем городе Маргелане, 5 месяцев театр работал в Ташкенте. 
14 работников театра были награждены Почётными грамотами Президиума Верховного Совета Узбекской ССР. Звание народного артиста было присвоено Ивану Берсеневу, звание заслуженных артистов Узбекской ССР получили Серафима Бирман, Софья Гиацинтова, Владимир Соловьёв, Владимир Козлинский. В 1943 году театр вернулся из эвакуации в Москву.
Другая часть труппы организовала фронтовой театр «Искра». Театр выступал на 1-м и 2-м Прибалтийских фронтах, на Калининском, Волховском, 1-м и 2-м Белорусских фронтах. После капитуляции нацистской Германии в мае 1945 года театр давал представления в Берлине.

### Послевоенные годы
15 февраля 1948 года театр был награждён орденом Трудового Красного Знамени «за большие заслуги в деле развития советского театра, в связи с двадцатилетием со дня основания».
После смерти Ивана Берсенева в 1951 году в театре на протяжении 12 лет не было постоянного руководителя. За этот период в театре сократилось количество зрителей. В 1963-м режиссёром театра стал Анатолий Эфрос, который привёл с собой новых актёров: Александра Ширвиндта, Александра Абдулова, Олега Янковского, Михаила Державина, Александра Збруева, Валентина Гафта, Всеволода Ларионова, Льва Дурова и Ольгу Яковлеву. Эфрос поставил спектакли «В день свадьбы», «104 страницы про любовь», «Снимается кино», «Мой бедный Марат», «Мольер». Однако после трёх сезонов он был отстранён от должности по приказу Управления культуры Исполкома Моссовета как «не обеспечившего правильного направления в формировании репертуара». В 1973 году новый директор Рафик Гарегинович Экимян пригласил в труппу актёров Евгения Леонова, Веру Орлову и Марка Захарова, который был назначен главным режиссёром Ленкома.
С его именем связана новая история театра. Он собирает уникальную актёрскую команду: О. Янковский, А. Абдулов, Е. Леонов, Т. Пельтцер, Н. Караченцов, Л. Броневой, И. Чурикова, А. Збруев, позже - Д. Певцов, А. Захарова, Т. Кравченко, А. Лазарев, В. Раков, И. Агапов, С. Степанченко, М. Миронова, А. Большова, О. Железняк, С. Пиотровский.
Первой большой постановкой Марка Захарова стал спектакль «Тиль Уленшпигель» в 1974 году, в котором играли Инна Чурикова, Николай Караченцов, Елена Шанина, Елена Фадеева, Маргарита Лифанова, Юрий Колычёв, Всеволод Ларионов. Позднее репертуар дополнили спектаклями «В списках не значился» Бориса Васильева, «Иванов» А.П. Чехова, «Парень из нашего города» Константина Симонова, «Вор» Веслава Мысливского, «Революционный этюд» Михаила Шатрова, «Жестокие игры» Алексея Арбузова, «Звезда и смерть Хоакина Мурьеты» Алексея Рыбникова и Павла Грушко, «Юнона и Авось» Андрея Вознесенского, «Оптимистическая трагедия» Всеволода Вишневского, «Диктатура совести» Михаила Шатрова. Марк Захаров также работал с поэтами Юлием Кимом и Юрием Энтиным, драматургом Григорием Гориным.
Новой творческой вехой театра явился спектакль Марка Захарова «Поминальная молитва». Пьеса Григория Горина, сценограф Олег Шейнцис, музыка Михаила Глуза, художник по костюмам Валентина Комолова. Вскоре после ухода из жизни исполнителя главной роли — Тевье — Евгения Леонова, спектакль был снят с репертуара.
В 1977 году Московский театр имени Ленинского комсомола был награждён орденом Октябрьской революции за заслуги в развитии советского театрального искусства. В 1990 году решением Главного управления культуры Исполкома Моссовета театр был переименован в Московский государственный театр «Ленком».

### Современность
С 1990 года в театре были созданы такие знаковые спектакли как «Безумный день, или Женитьба Фигаро», «Чайка», «Королевские игры», «Варвар и еретик», «Мистификация», «Город миллионеров».
22 августа 1997 года коллектив театра удостоен Благодарности Президента Российской Федерации за большой вклад в современное театральное искусство.
В этот период в труппу пришли молодые талантливые артисты: А. Шагин, А. Юганова, С. Тикунов, И. Коняхин, А. Зайкова, А. Волкова, Д. Мальцев, А. Митрошина и др.
Репертуар пополнился яркими режиссерскими работами Марка Захарова: «Шут Балакирев», «Ва-банк», «Тартюф», «Женитьба», «Вишневый сад», «Пер Гюнт», «День опричника» и другие. «Фальстаф и принц Уэльский» стал последней работой, завершенной самим режиссёром.
В разные годы театр сотрудничал с режиссёрами: А. Тарковским, Г. Панфиловым, А. Морфовым, Р.Самгиным, А. Прикотенко, К. Богомоловым, Л. Трушкиным, А. Яковлевым, В. Мирзоевым, Д. Астраханом, П. Сафоновым, А.Соколовым и др.
28 сентября 2019 года ушел из жизни художественный руководитель театра Марк Захаров. С 21 ноября 2019 года театр носит имя «Ленком Марка Захарова».
17 марта 2021 года театр представил восстановленную версию спектакля «Поминальная молитва», которую посвятил Марку Захарову и другим ушедшим Мастерам театра (режиссер восстановления А. Лазарев).
С 2022 по 2024 год главным режиссёром театра был Алексей Франдетти.
В августе 2023 года, из-за общественного давления и обращений ряда СМИ, были отменены гастроли «Ленкома Марка Захарова» в Израиле. Возможный приезд в Израиль театра вызвал волну критики из-за публичной поддержки театром и коллективом вторжения России в Украину. Позднее театр выступил в «Российской газете» с заявлением.
Последние годы были ознаменованы такими значимыми премьерами, как «Бег» (режиссер А. Лазарев), «Маяковский» (режиссер А. Франдетти), «Гамлет» (режиссер А. Яковлев).
В январе 2025 года приказом Департамента культуры Москвы президентом театра назначен Марк Варшавер, художественным руководителем — Владимир Панков, директором — Дмитрий Берестов.

## Руководители
Художественные руководители
- 1987—2019 — Марк Анатольевич Захаров
- 2025—н.в. — Владимир Николаевич Панков

Директора
- 1937—1938 — Александр Яковлевич Шумилин
- 1939—1941 — Варвара Сергеевна Шашкова
- 1941—1949 — Изя Абрамович Сосин
- 1949—1954 — Яков Филиппович Рыжакин
- 1954—1956 — Виктор Григорьевич Ильченко
- 1956—1958 — Евгений Михайлович Егоров
- 1958—1966 — Анатолий Андреевич Колеватов
- 1966—1968 — Михаил Михайлович Мирингоф
- 1968—1972 — Виталий Евгеньевич Голов
- 1972—1987 — Рафик Гарегинович Экимян
- 1987—2025 — Марк Борисович Варшавер
- 2025—н. в. — Дмитрий Юрьевич Берестов

Главные режиссёры
- 1933—1937 — Илья Яковлевич Судаков
- 1938—1951 — Иван Николаевич Берсенев
- 1951—1957 — Софья Владимировна Гиацинтова
- 1957—1960 — Сергей Арсеньевич Майоров
- 1960—1962 — Борис Никитич Толмазов
- 1963—1967 — Анатолий Васильевич Эфрос
- 1967—1972 — Владимир Багратович Монахов
- 1973—1987 — Марк Анатольевич Захаров
- 2019—2022 — Марк Борисович Варшавер
- 2022—2024 — Алексей Борисович Франдетти
- 2025—н. в. — Владимир Николаевич Панков

## Спектакли театра
- 1928 — «Зелёные огни», режиссёр В. М. Михайлов
- 1929 — «Зови, фабком» и «Дай пять», режиссёр П. И. Соколов
- 1930 — «Страна чудес», режиссёр П. И. Соколов
- 1931 — «Тревога», режиссёр Михаил Булгаков
- 1932 — «Московский 10-10», режиссёр Фёдор Кнорре; «Страна должна знать», режиссёр Игорь Савченко
- 1933 — «Девушки нашей страны», режиссёры Николай Баталов, Николай Хмелёв
- 1934 — «Продолжение следует», режиссёры Илья Судаков, Николай Хмелёв; «Чудесный сплав», режиссёр Илья Судаков
- 1935 — «Бедность не порок», «Соло на флейте», «Афродита», режиссёр Илья Судаков
- 1936 — «Жена товарища», режиссёр Виктор Станицын; «Дальняя дорога», режиссёр Илья Судаков
- 1937 — «Бабьи сплетни», режиссёр Виктор Станицын; «Как закалялась сталь» и «Ночь в сентябре», режиссёр Илья Судаков
- 1938 — «Живой труп», режиссёр Андрей Лобанов
- 1939 — «Таланты и поклонники», режиссёр Андрей Лобанов; «Нора», режиссёры Иван Берсенев и Софья Гиацинтова
- 1940 — «Мой сын», «Валенсианская вдова», «Моль», режиссёр Иван Берсенев; «История одной любви», режиссёры Владимир Соловьёв, Владимир Всеволодов; «Зыковы», режиссёр Серафима Бирман; «Снегурочка», режиссёр Евгений Гуров
- 1941 — «Парень из нашего города», «Новый порядок», режиссёр Иван Берсенев; «Васса Железнова», режиссёр Серафима Бирман
- 1942 — «Фронт», режиссёр Иван Берсенев; «Крылатое племя», режиссёры Серафима Бирман, Владимир Всеволодов
- 1943 — «Юность отцов», режиссёры Иван Берсенев, Наталья Николаевна Паркалаб; «День живых», режиссёр Софья Гиацинтова, Сергей Львович Штейн; «Большие надежды», режиссёр Иван Берсенев; «Сирано де Бержерак», режиссёр Серафима Бирман
- 1944 — «Месяц в деревне», режиссёр Софья Гиацинтова; «Поединок», «Так и будет», режиссёр Иван Берсенев; «Русский Вопрос», режиссёр Серафима Бирман
- 1945 — «Под каштанами Праги», «Семья Ферелли теряет покой», режиссёр Серафима Бирман; «Школьный товарищи», режиссёр Аркадий Вовси
- 1946 — «Наш общий друг», режиссёр Иван Берсенев, «За тех кто в море!», режиссёр Иван Берсенев; «Лесная песня», режиссёры Софья Гиацинтова, Сергей Штейн
- 1947 — «Губернатор провинции», режиссёр Иван Берсенев; «Беспокойные люди», режиссёр Владимир Соловьёв;
- 1948 — «Цель жизни», режиссёры Иван Берсенев, В. Д. Брагин; «Жаркое лето», режиссёры Серафима Бирман, Сергей Штейн; «Не ждали», режиссёр Аркадий Вовси
- 1949 — «Клад», режиссёр Серафима Бирман; «Лена», «Женитьба», режиссёр Сергей Штейн; «Особняк в переулке», режиссёр Иван Берсенев; «В окнах горит свет», режиссёр Владимир Всеволодов; «Семья», режиссёр Софья Гиацинтова
- 1950 — «Дети „Авроры“», режиссёр Сергей Штейн; «Богатые невесты» режиссёр Наталья Паркалаб; «Вторая любовь», режиссёр Софья Гиацинтова
- 1951 — «Восходит солнце», режиссёры Иван Берсенев, Серафима Бирман; «Париж, улица Сталинграда», режиссёры Сергей Штейн, Иван Берсенев; «Честь смолоду», режиссёр Наталья Паркалаб
- 1952 — «Сыновья Москвы», режиссёры Софья Гиацинтова, Сергей Штейн; «Новые люди», режиссёр Ирина Мурзаева; «Алёша Пешков», режиссёр А. А. Муатов; «Полковник Фостер признаёт себя виновным», режиссёры Софья Гиацинтова, Сергей Штейн
- 1953 — «Солнечная сторона», режиссёр Наталья Паркалаб; «Твоё личное дело», режиссёр Владимир Всеволодов; «Чудесная встреча», режиссёр А. А. Муатов
- 1954 — «Годы странствий», режиссёры Софья Гиацинтова, Владимир Соловьёв; «Друзья-сочинители», режиссёр Сергей Штейн; «Доброе имя», режиссёры Софья Гиацинтова, Владимир Соловьёв; «Вишнёвый сад», режиссёр Софья Гиацинтова
- 1955 — «Колесо счастья», режиссёр Сергей Штейн; «Мужество», режиссёр А. А. Муатов; «В доме господина Драгомиреску», режиссёры Софья Гиацинтова, А. А. Рубб
- 1956 — «Утраченные иллюзии», режиссёр Сергей Штейн; «Первая симфония», режиссёры Софья Гиацинтова, А. А. Рубб; «Они встретились в поезде», режиссёр Сергей Штейн
- 1957 — «Первая конная», режиссёры Б. Н. Норд, Александр Пелевин; «Фабричная девчонка», режиссёр Владимир Эуфер; «Взрослые дети», режиссёры Софья Гиацинтова, Аркадий Вовси; «Когда цветёт акация», режиссёр Сергей Штейн; «Хлеб и розы», режиссёр Сергей Майоров
- 1958 — «Святая жена», режиссёр Владимир Канцель; «Если в сердце весна», режиссёр А. А. Рубб; «Пароход зовут «Орлёнок», режиссёры Сергей Майоров, Аркадий Вовси
- 1959 — «Братья Ершовы», режиссёры Сергей Майоров, Владимир Соловьёв; «С завязанными глазами», режиссёр Сергей Штейн; «Огонь твоей души», режиссёр Рачья Капланян; «В эту ночь никто не уснул», режиссёр Юрий Сергеев; «Незнакомые люди», режиссёр А. А. Рубб
- 1960 — «Опасный возраст», режиссёр Сергей Штейн; «Цветы живые», режиссёр Борис Толмазов; «Гамлет из квартиры № 13», режиссёр Оскар Ремез
- 1961 — «Друг детства», режиссёр Ролан Быков; «Ночное чудо», режиссёр Рачья Капланян; «Наташкин мост», режиссёры Борис Талмазов, Оскар Ремез
- 1962 — «Центр нападения умрёт на заре», режиссёр Борис Талмазов; «Большое волнение», режиссёр Оскар Ремез; «Вам 22, старики», режиссёр Сергей Штейн
- 1963 — «Бесприданница», режиссёры Софья Гиацинтова, Владимир Всеволодов; «Лучше останься мёртвым», режиссёр Алексей Баталов; «О Лермонтове», режиссёр Оскар Ремез; «Двадцать лет спустя», режиссёр Яков Губенко
- 1964 — «В день свадьбы», режиссёр Анатолий Эфрос, Лев Дуров; «104 страницы про любовь», режиссёр Анатолий Эфрос; «До свидания, мальчики», «Буря в стакане», режиссёр Сергей Штейн
- 1965 — «Мой бедный Марат», режиссёр Анатолий Эфрос; «Снимается кино», режиссёр Анатолий Эфрос, Лев Дуров; «Что тот солдат, что этот» режиссёр Михаил Туманишвили; «Каждому своё», режиссёр Анатолий Эфрос
- 1966 — «Чайка», «Судебная хроника», режиссёр Анатолий Эфрос; «Мольер», режиссёры Анатолий Эфрос, Лев Дуров; «Аттракционы», режиссёр Феликс Берман
- 1967 — «Страх и отчаяние в Третьей империи», «Суджанские мадонны», режиссёр Сергей Штейн, Лев Дуров; «Синяя ворона», режиссёр Геннадий Ялович; «Дым отечества», режиссёры Александр Осипович Гинзбург, Софья Гиацинтова
- 1968 — «Круглый стол с острыми углами», режиссёр Дмитрий Вурос; «Жених и невеста», режиссёр Александр Гинзбург, Александр Збруев; «Искры, собранные в горсть», режиссёр Ной Авалиани
- 1969 — «Перекрёсток судьбы», «Вера. Надежда. Любовь», режиссёр Владимир Багратович Монахов; «Дождь — хорошая погода», режиссёр Евгений Весник; «Прощай, оружие!», режиссёры Александр Гинзбург, О. Я. Чубайс
- 1970 — «Золотой ключик», режиссёр Сергей Штейн; «Беспокойная старость», режиссёры Владимир Монахов, Софья Гиацинтова; «Конец Хитрова рынка», режиссёры Владимир Монахов, Владимир Всеволодов
- 1971 — «Голубая роза», режиссёр М. В. Гиляровский; «Лабиринт», режиссёры Александр Гинзбург, О. А. Чубайс; «Вечером после работы», режиссёр Сергей Штейн
- 1972 — «Музыка на 11-м этаже», режиссёр Владимир Монахов; «Некоторые огорчения», режиссёр Юрий Молчалов
- 1973 — «Автоград-XXI», режиссёр Марк Захаров; «Колонисты», режиссёр Юрий Молчалов; «Лисички», режиссёр Сергей Штейн
- 1974 — Тиль Уленшпигель, режиссёры Марк Захаров, Юрий Махаев; «Трубадур и его друзья», режиссёр Леонид Эйдлин
- 1975 — «В списках не значился», «Ясновидящий», режиссёр Марк Захаров, Юрий Махаев; «Иванов», режиссёры Сергей Штейн, Марк Захаров
- 1976 — «Звезда и Смерть Хоакина Мурьетты», режиссёр Марк Захаров
- 1977 — «Гамлет», режиссёр Андрей Тарковский, «Мои надежды», «Хория», режиссёр Марк Захаров; «Парень из нашего города», режиссёры Марк Захаров, Юрий Махаев
- 1978 — «Вор», режиссёр Марк Захаров; «Революционный этюд», режиссёры Марк Захаров, Юрий Махаев; «Сержант, мой выстрел первый!», режиссёр Пётр Штейн
- 1979 — «Жестокие игры», режиссёры Марк Захаров, Юрий Махаев
- 1980 — «Гренада», режиссёр Пётр Штейн
- 1981 — «Люди и птицы», режиссёры Марк Захаров, Юрий Махаев; «Юнона и Авось», режиссёр Марк Захаров
- 1982 — «Дом с колокольчиком», режиссёр Ю. Ф. Зайцев; «Чинарский манифест», режиссёры Марк Захаров, М. Д. Мокеев
- 1983 — «Оптимистическая трагедия», режиссёр Марк Захаров; «Дорогая Памелла», режиссёр Пётр Штейн
- 1984 — «Проводим эксперимент», режиссёр Марк Захаров
- 1985 — «Встречи на Сретенке», режиссёр Гарий Черняховский; «Три девушки в голубом», режиссёры Марк Захаров, Юрий Махаев; «Там, где бывали», режиссёр Пётр Штейн; «Приглашение на репетицию», режиссёр Ильдар Гилязев; «Я знаю силу слова», режиссёр Пётр Штейн
- 1986 — «Диктатура совести», режиссёры Марк Захаров, Юрий Махаев; «Гамлет», Глеб Панфилов
- 1987 — «Праздничный день», режиссёр Владимир Мирзоев; «Карманный театр», режиссёр Пётр Штейн; «Две пьесы Нины Садур», режиссёр Владислав Васильевич Быков
- 1989 — «Мудрец», режиссёр Марк Захаров; «Поминальная молитва», режиссёр Марк Захаров; «Кладбищенский ангел», режиссёр Станислав Митин
- 1990 — «Школа для эмигрантов», режиссёр Марк Захаров; «Ромул Великий», режиссёр Пётр Штейн
- 1992 — «Бременские музыканты», режиссёр Пётр Штейн; «…Sorry», режиссёр Глеб Панфилов
- 1993 — «Безумный день или женитьба Фигаро», режиссёры Марк Захаров, Юрий Махаев
- 1994 — «Чайка», режиссёр Марк Захаров
- 1995 — «Чешское фото», режиссёр Александр Галин; «Королевские игры», режиссёры Марк Захаров, Юрий Махаев
- 1997 — «Варвар и еретик», режиссёр Марк Захаров
- 1998 — «Две женщины», режиссёр Владимир Мирзоев
- 1999 — «Мистификация», режиссёр Марк Захаров
- 2000 — «Город миллионеров», режиссёр Роман Самгин
- 2001 — «Шут Балакирев», режиссёры Марк Захаров, Юрий Махаев
- 2002 — «Укрощение укротителей», режиссёр Роман Самгин
- 2003 — «Плач палача», режиссёры Марк Захаров, Игорь Фокин
- 2004 — «Tout paye, или Всё оплачено», режиссёр Эльмо Нюганин; «Ва-банк», режиссёр Марк Захаров
- 2005 — «Пролетая над гнездом кукушки», режиссёры Александр Морфова, Александр Абдулов
- 2006 — «Тартюф», режиссёр Владимир Мирзоев
- 2007 — «Женитьба», режиссёр Марк Захаров
- 2008 — «Визит дамы», режиссёр Александр Морфов
- 2009 — «Вишнёвый сад», режиссёр Марк Захаров
- 2010 — «Аквитанская львица», режиссёр Глеб Панфилов
- 2011 — «Пер Гюнт», режиссёр Марк Захаров, Олег Глушков
- 2012 — «Испанские безумства», режиссёр Игорь Коняев, Иван Агапов; «Ложь во спасение», режиссёр Глеб Панфилов
- 2013 — «Пять вечеров», режиссёр Андрей Прикотенко; «Небесные странники», режиссёр Марк Захаров
- 2014 — «Москва — Петушки», режиссёр Сергей Сергеевич Дьячковский; «Дона Флор и два её мужа», режиссёр Андрей Прикотенко; «Борис Годунов», режиссёр Константин Богомолов
- 2015 — «Тайна заколдованного принца», режиссёр Сергей Дьячковский; «Вальпургиева ночь», режиссёр Марк Захаров
- 2016 — «Князь», режиссёр Константин Богомолов; «День Опричника», режиссёр Марк Захаров
- 2017 — «Сын господина Де Мольера», режиссёр Павел Сафонов[30].
- 2018 — «Фальстаф и Принц Уэльский», режиссёр Марк Захаров; «Американские горки», реж. Леонид Трушкин
- 2020 — «Под одной крышей», реж. Роман Самгин
- 2021 — «Поминальная молитва», постановка — Марк Захаров, режиссёр-восстановитель — Александр Лазарев; «Доходное место», режиссёр Дмитрий Астрахан
- 2022 — «ЛюБоль», реж. Андрей Соколов; «Последний поезд», реж. Антон Яковлев; «Старомодная комедия», реж. Роман Самгин
- 2023 — «Бег», реж. Александр Лазарев; «Маяковский», реж. Алексей Франдетти
- 2024 — «Кабаре Пушкин», реж. Алексей Франдетти; «Гамлет», реж. Антон Яковлев
- 2025 — «ГоГоЛьИЛиАДА», реж. Игорь Миркурбанов

## Труппа театра (на 2024 год)
Народные артисты РСФСР
- Александр Збруев с 1961 г.

Народные артисты РФ
- Максим Аверин с 2023 г.
- Иван Агапов с 1989 г.
- Евгений Герасимов с 2016 г.
- Александра Захарова с 1983 г.
- Татьяна Кравченко с 1976 г.
- Александр Лазарев (1990—2022) г.
- Андрей Леонов с 1979 г.
- Мария Миронова (1996—2023) гг.[31]
- Дмитрий Певцов (1991—2024) г.
- Виктор Раков с 1984 г.
- Александр Сирин с 1981 г.
- Андрей Соколов с 1990 г.
- Сергей Степанченко с 1985 г.
- Елена Шанина с 1974 г.
- Владимир Юматов с 2016 г.
- Анна Якунина с 2003 г.

Заслуженные артисты РФ
- Анна Большова с 1998 г.
- Владимир Ерёмин с 2022 г.
- Олеся Железняк с 1999 г.
- Станислав Житарев с 1977 г.
- Геннадий Козлов с 1987 г.
- Алексей Маклаков с 2021 г.
- Любовь Матюшина с 1975 г.
- Игорь Миркурбанов с 2016 г.
- Александр Садо с 1976 г.
- Ирина Серова с 1986 г.
- Игорь Фокин с 1979 г.
- Алла Юганова с 2002 г.

Актрисы
- Ясмин Андреева с 2020 г.
- Александра Волкова с 2006 г.
- Нина Горшкова (1961 по 2024) г.
- Зинаида Дианова с 2020 г.
- Екатерина Драчёва с 2017 г.
- Анна Зайкова с 2011 г.
- Татьяна Збруева с 2014 г.
- Светлана Илюхина с 2007 г.
- Наталья Инькова с 2023 г.
- Мария Карая с 2021 г.
- Марина Королькова с 1991 г.
- Катерина Кучма с 2023 г.
- Анастасия Марчук с 2008 г.
- Алёна Митрошина с 2018 г.
- Инна Пиварс с 1990 г.
- Виктория Проценко с 2022 г.
- Алиса Сапегина (2010 по 2024) г.
- Виктория Соловьёва с 2013 г.
- Елена Степанова с 1982 г.
- Вероника Чернышова с 2022 г.
- Снежана Ширяева с 2024 г.
- Сафия Яруллина с 2021 г.

Актёры
- Максим Амельченко (2008 по 2024) г.
- Игорь Андреев с 2023 г.
- Станислав Беляев (2023 по 2024) г.
- Евгений Бойцов с 2007 г.
- Дмитрий Гизбрехт с 2006 г.
- Александр Горелов с 2011 г.
- Лев Горячев с 2024 г.
- Дмитрий Грошев с 2002 г.
- Виктор Долгий с 2009 г.
- Павел Капитонов с 1992 г.
- Александр Карнаушкин с 1975 г.
- Олег Кныш с 1991 г.
- Игорь Коняхин с 2008 г.
- Дмитрий Мальцев с 2015 г.
- Андрей Миронов-Удалов с 2021 г.
- Леван Мсхиладзе с 1991 г.
- Дмитрий Никонов с 2015 г.
- Никита Овсянников с 2016 г.
- Григорий Павлишин с 2024 г.
- Сергей Пиотровский с 1995 г.
- Ян Пыталь с 2024 г.
- Роман Рахимов с 2020 г.
- Станислав Рядинский с 2003 г.
- Александр Сальник с 2011 г.
- Арсений Сергеев с 2018 г.
- Андрей Сергиевский с 2014 г.
- Евгений Скочин с 2023 г.
- Алексей Скуратов с 2003 г.
- Денис Степанов с 2020 г.
- Станислав Тикунов с 2012 г.
- Илья Халмурзаев с 2020 г.
- Антон Шагин с 2009 г.
- Сергей Ююкин с 2010 г.
- Сергей Яковлев с 2015 г.

## Спорт
28 июня 1984 года на куйбышевском стадионе «Локомотив» состоялся матч между журналистами и командой театра «Авось». За матчем начавшимся в 11:00 утра наблюдало более 5 тыс. зрителей. В составе команды «Авось» на поле стадиона выходили: Александр Абдулов, Олег Янковский, Николай Караченцов, Виктор Проскурин, Евгений Леонов, Александр Садо и другие. А с трибуны за матчем наблюдали: Ирина Алфёрова, Татьяна Пельтцер и музицировал театральный оркестр.

## Примечание
1. 1 2 3  «Ленком». История театра. Архивная копия от 23 февраля 2019 на Wayback Machine Официальный сайт Московского государственного театра «Ленком Марка Захарова» // lenkom.ru
2. 1 2  Николаев, 2017, с. 172.
3. 1 2  Николаев, 2017, с. 54.
4. 1 2  Николаев, 2017, с. 27.
5. 1 2  Екатерина Астафьева. Для комсомолок и просто красавиц: театр Ленкома. Сайт «Дилетант» // diletant.media (22 декабря 2015). Дата обращения: 20 февраля 2018. Архивировано 28 февраля 2018 года.
6. ↑  Биография Марка Захарова. РИА «Новости» // ria.ru (28 сентября 2019). Дата обращения: 12 марта 2020. Архивировано 1 октября 2019 года.
7. 1 2  Энциклопедия Москвы. Театры. Московский государственный театр «Ленком». Историческая справка. // moscow.org. Дата обращения: 20 февраля 2018. Архивировано 28 февраля 2018 года.
8. ↑  Театру «Ленком» присвоили имя Марка Захарова. РИА «Новости» // ria.ru (22 ноября 2019). Дата обращения: 22 ноября 2019. Архивировано 22 ноября 2019 года.
9. ↑  Марина Райкина. Выяснилось, кто будет руководить «Ленкомом» после смерти Марка Захарова. — Пост принял Марк Варшавер. Архивная копия от 30 марта 2020 на Wayback Machine Газета «Московский комсомолец» // mk.ru (3 октября 2019 года)
10. ↑  В театре «Ленком» появятся президент и художественный руководитель. Ведомости (22 января 2025). Дата обращения: 22 января 2025.
11. 1 2  Театр «Ленком». Узнай Москву. Дата обращения: 20 февраля 2018. Архивировано 28 февраля 2018 года.
12. 1 2  Захаров М. Призраки Ленкома // Ленком. — М.: Центрполиграф, 2000. — С. 4—16. — ISBN 5-22700880-9.
13. ↑  Купеческий клуб имени Ленинского Комсомола. Livejournal (15 мая 2011). Дата обращения: 20 февраля 2018.
14. 1 2  Дёготь Е. Борьба за знамя. Советское искусство между Троцким и Сталиным. — Москва: Московский музей современного искусства, 2008. — С. 15. — 300 с.
15. ↑  Москва театральная: 5 маршрутов для культурных велосипедистов. The Village (14 июля 2016). Дата обращения: 20 февраля 2018. Архивировано 19 февраля 2018 года.
16. ↑  Николаев, 2017, с. 4, 21.
17. 1 2  От Ленина до Чуриковой. Как «Дом анархии» стал легендарным «Ленкомом». Аргументы и факты (27 октября 2017). Дата обращения: 20 февраля 2018. Архивировано 21 февраля 2018 года.
18. ↑  Николаев, 2017, с. 6, 12.
19. ↑  Николаев, 2017, с. 12.
20. ↑  Рудницкий К. Иван Берсенев // Ленком. — М.: Центрполиграф, 2000. — С. 17—64. — ISBN 5-22700880-9.
21. ↑  Николаев, 2017, с. 27, 46.
22. ↑  Радзинский Э. Моя театральная жизнь. — М.: АСТ, 2007. — 368 с.
23. ↑  [www./teatr/25/ Ленком]. Кино-театр.ру. Дата обращения: 20 февраля 2018.
24. ↑  Московский государственный театр «Ленком». Культура.рф. Дата обращения: 20 февраля 2018. Архивировано 28 февраля 2018 года.
25. ↑  Николаев, 2017, с. 6.
26. ↑  Распоряжение Президента Российской Федерации от 22 августа 1997 года № 330-рп "О поощрении коллектива Московского государственного театра «Ленком». Дата обращения: 1 июня 2022. Архивировано 1 июня 2022 года.
27. ↑  В Израиле добились отмены гастролей театра "Ленком". Радио Свобода. 28 августа 2023. Архивировано 30 августа 2023. Дата обращения: 30 августа 2023.
28. ↑  Зарипов, Ильшат (29 августа 2023). "Погорелый Z-театр". Рунет об отмене гастролей "Ленкома" в Израиле. Радио Свобода. Архивировано 30 августа 2023. Дата обращения: 30 августа 2023.
29. ↑  "РГ" публикует открытое письмо Ленкому. Российская газета (29 августа 2023). Дата обращения: 1 февраля 2025. Архивировано 1 февраля 2025 года.
30. ↑  Николаев, 2017, с. 15, 27, 55, 92, 126, 173, 249.
31. ↑  Мария Миронова в Театре Ленком. Дата обращения: 25 июля 2023. Архивировано 22 декабря 2022 года.